# Piszczac
Piszczac è un comune rurale polacco del distretto di Biała Podlaska, nel voivodato di Lublino.
Ricopre una superficie di 169,92 km² e nel 2006 contava 7 554 abitanti.